# Глубинный (Свердловская область)
Глубинный — упразднённый в декабре 2004 года посёлок, относившийся к Понильскому сельсовету города областного подчинения Ивделя Свердловской области России. Входил в состав муниципального образования город Ивдель.

## Географическое положение
Посёлок располагался в таёжной местности, в 70 километрах к востоко-юго-востоку от города Ивделя, на правом берегу реки Малый Понил (правый приток реки Понил, речной бассейн Лозьвы), выше устья левого притока — Царь-Речки. Автомобильное сообщение отсутствует.

## История
В советское время в посёлке находилась станция Глубинный узкоколейной железнодорожной дороги Понил — Глубинный.
Указом Президиума Верховного Совета РСФСР от 08.07.1985 г. посёлок Глубинный 4 переименован в Глубинный.
Областным законом № 180-ОЗ от 22 ноября 2004 года посёлок был упразднён. Закон вступил в силу через 10 дней после официального опубликования.

## Население
По данным переписи населения 2002 г., в посёлке отсутствовало постоянное население.